# Antonín Václav Šourek
Antonín Václav Šourek (Písek, 3 de junho de 1857 – Sófia, 19 de fevereiro de 1926) foi um matemático
Em 1890 foi professor da Universidade de Sófia. Em 1909 foi eleito membro da Sociedade Real de Ciências da Boêmia.
Foi palestrante convidado do Congresso Internacional de Matemáticos em Heidelberg (1904: Über den mathematischen Unterricht in Bulgarien).